# Jan Drucki Sokoliński
Jan Drucki Sokoliński herbu własnego (zm. przed 20 lipca 1630) – marszałek sejmu zwyczajnego w Warszawie w 1621 roku i marszałek sejmu zwyczajnego w Warszawie w 1625 roku, świecki referendarz litewski w 1630 roku, pisarz wielki litewski w 1608 roku, sekretarz i dworzanin Jego Królewskiej Mości w 1608 roku, starosta mścisławski około 1627 roku, starosta starodubowski w 1628 roku, książę, w 1611 pełnomocnik do zawarcia pokoju z Rosją, starosta orleański w 1613 roku.
Poseł na sejm zwyczajny 1613 roku. Poseł na sejm nadzwyczajny 1613 roku. Poseł na sejm 1625 roku z nieznanego sejmiku litewskiego, poseł na sejm 1627 roku z województwa mścisławskiego.